# Vállas keresztespók
A vállas keresztespók (Araneus angulatus) Eurázsiában és Észak-Afrikában honos pókfaj. 

## Megjelenése
A vállas keresztespók hímje 1-1,2 cm, a nőstény 1,2-2 cm hosszú. Színe szürkésbarna, potrohán hullámvonalas világos-és sötétebb barna rajzolat látható. Legfeltűnőbb tulajdonsága a potroh felső részének két púpos kinövése, melyek között többé-kevésbé kifejezett, kereszt alakú világosabb folt található. A fejtor sötétbarna (alsó oldalán hosszanti sárgás folttal), a szemrégió kicsit világosabb. A rágók is sötétbarnák. Lábai halványsárgás, széles sötét gyűrűkkel. 

### Hasonló fajok
Leginkább a koronás keresztespókhoz hasonlít, de potrohának kinövései megkülönböztetik tőle.

## Elterjedése és életmódja
Egész Eurázsiában és Észak-Afrikában előfordul az Azori-szigetektől a Távol-Keletig. Észak-Európában ritkább, Angliában csak a déli partvidéken található meg. Magyarországon gyakori.
Sík- és dombvidéki lombos erdők (ritkábban fenyvesek) szélén, ligeterdőkben, bozótosokban él. Nagy és sűrű, de nem túl erős hálóját néha magasan a lombkoronában fonja, feszítőszálai igen hosszúak lehetnek. Rejtekhelyén vagy a háló közepén várja, hogy zsákmánya a hálóba gabalyodjon. A hímek és nőstények is júniusban válnak ivaréretté és még szeptemberben is aktívak. 

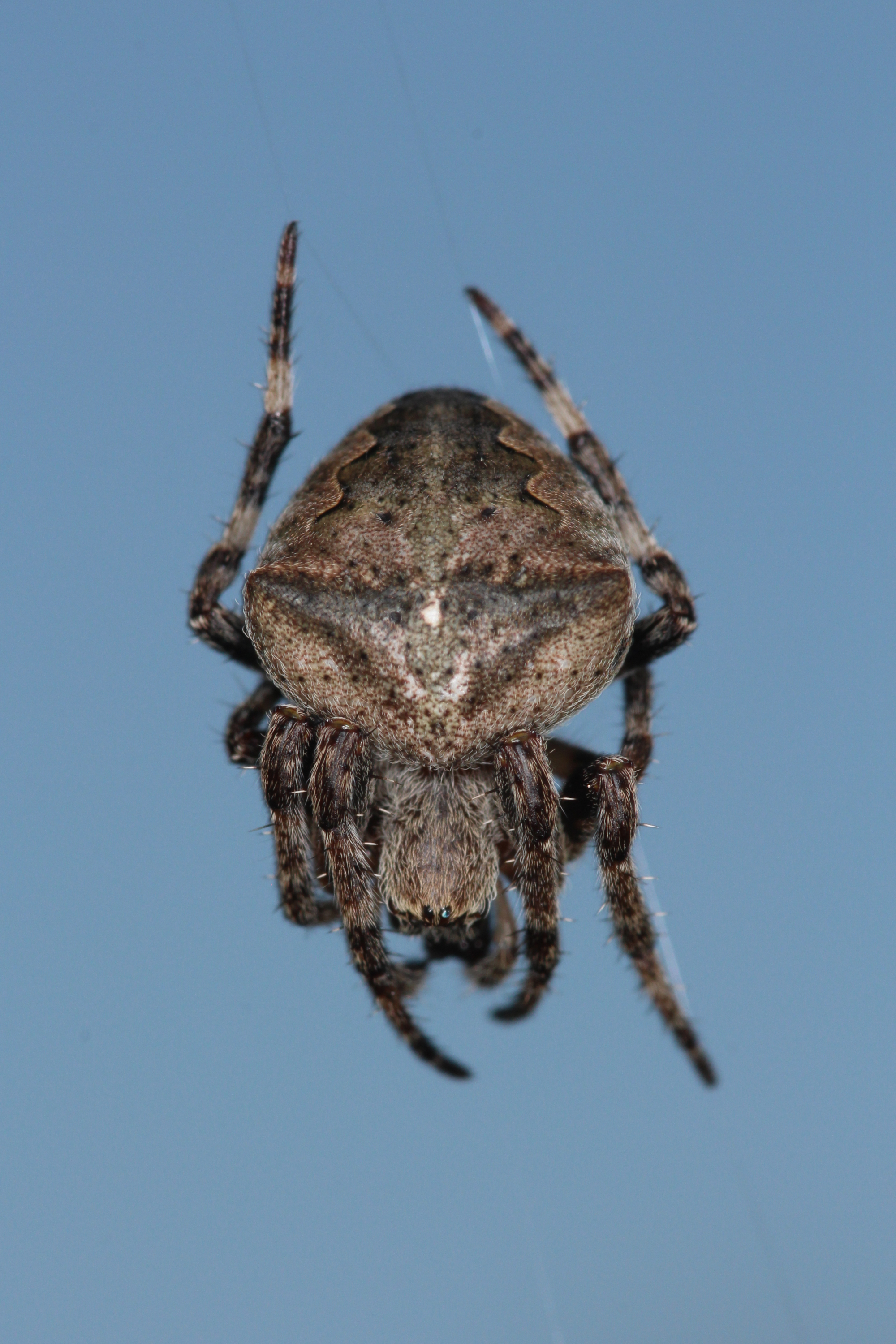
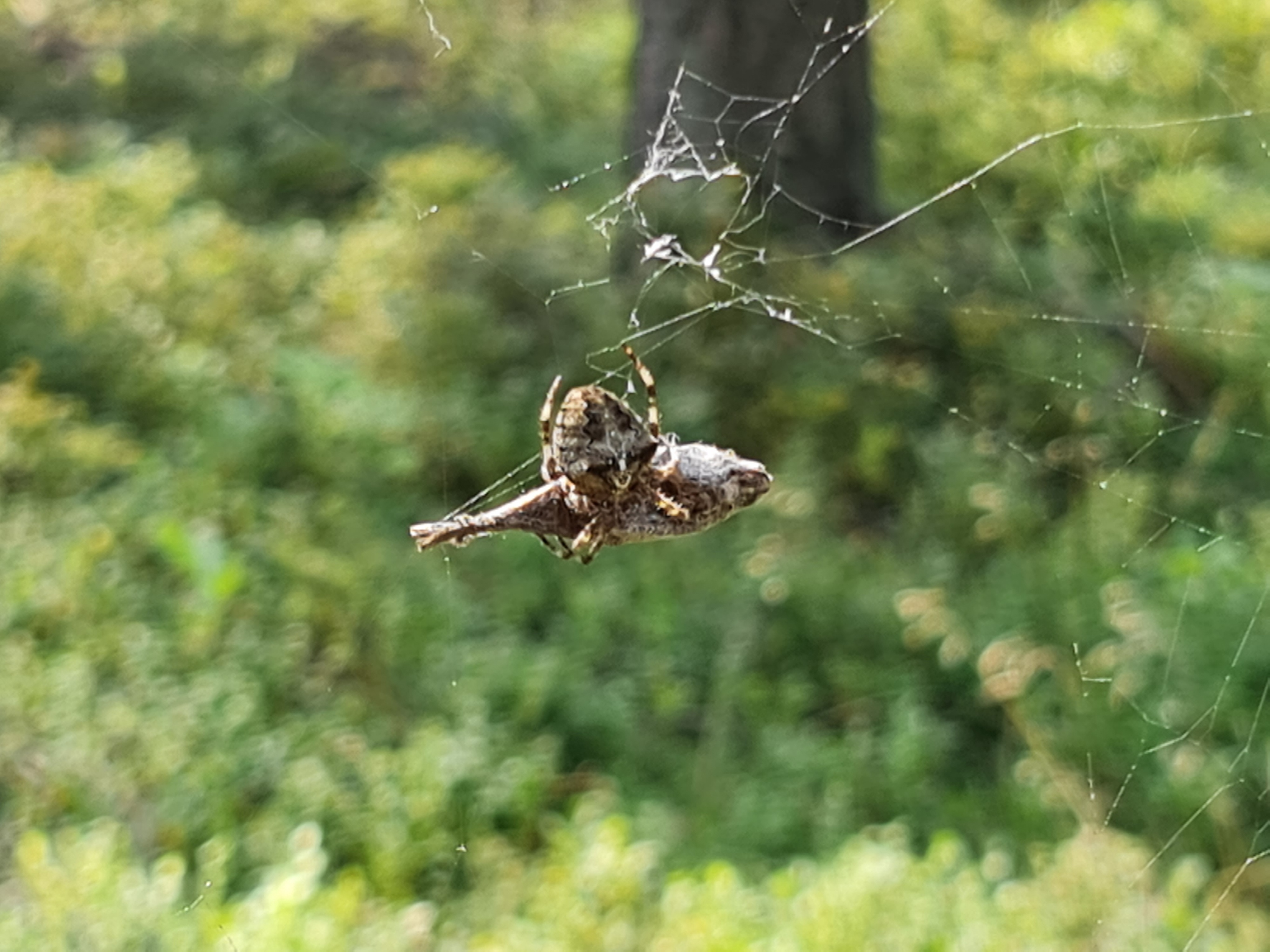
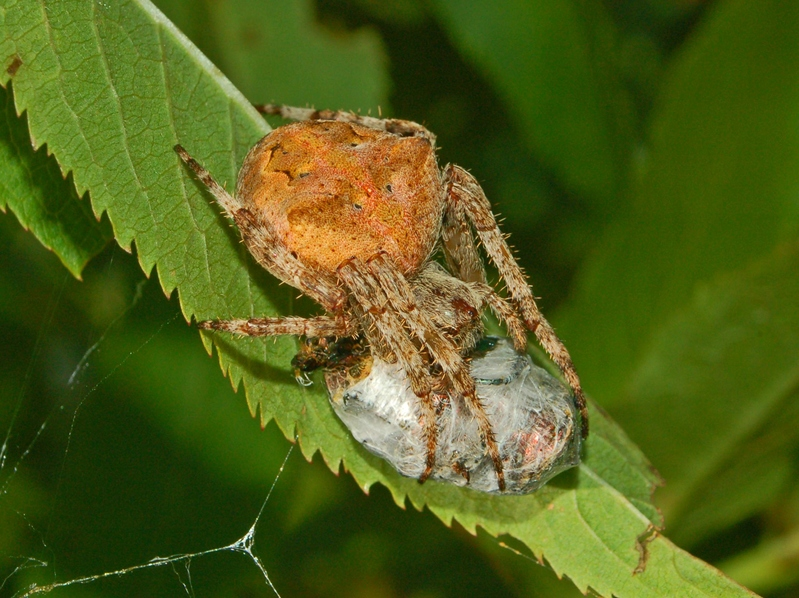
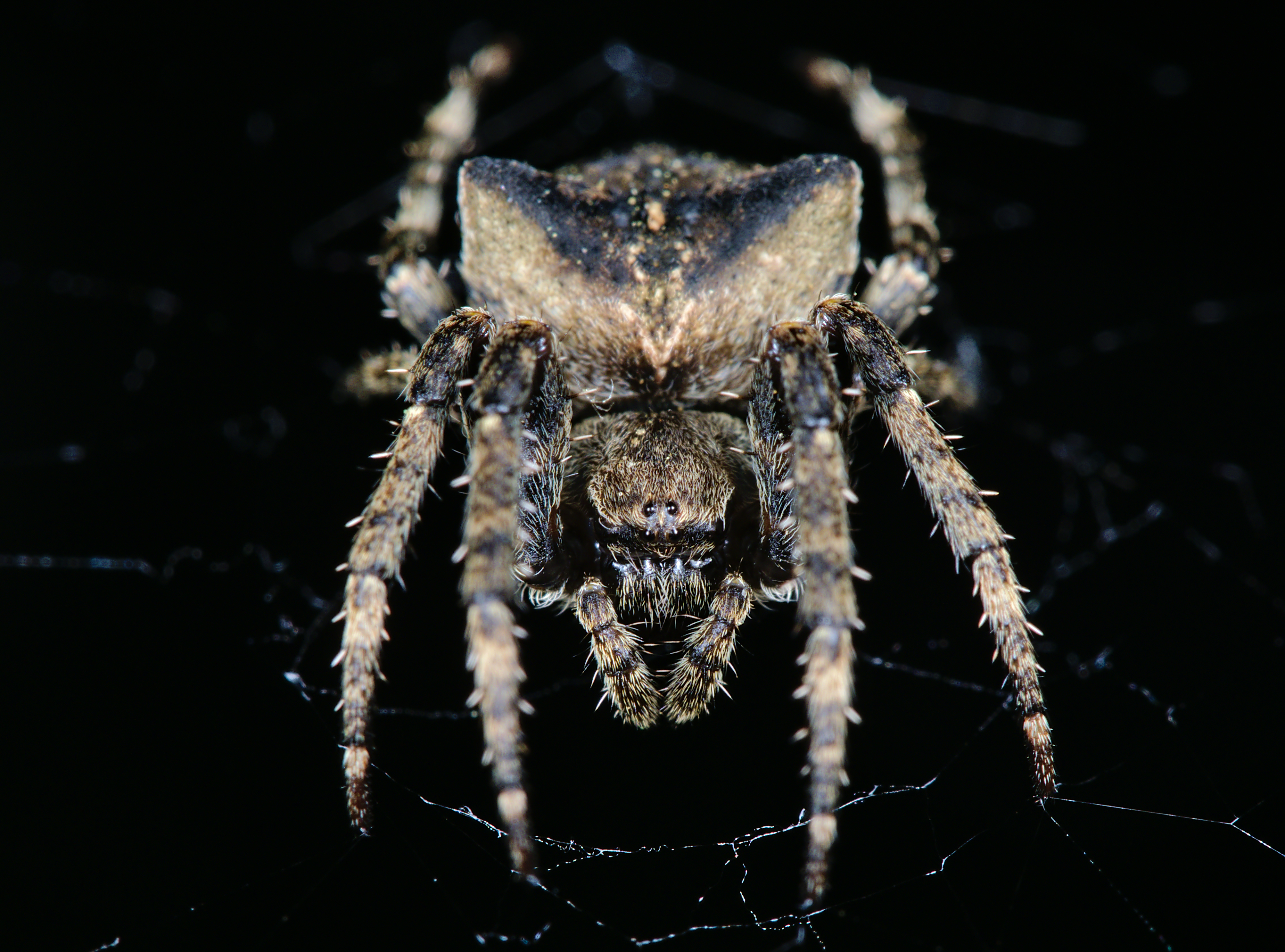
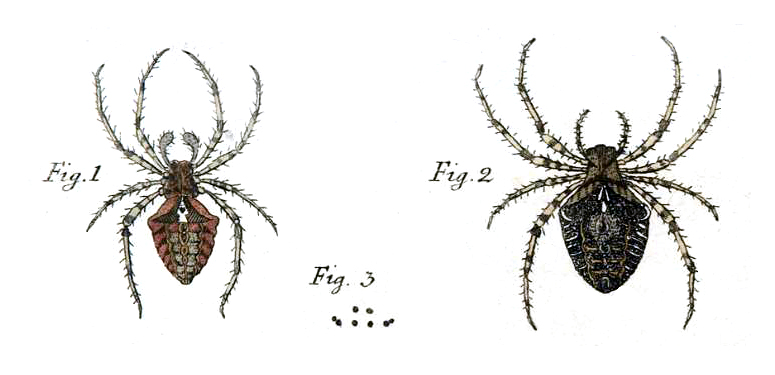

Magyarországon nem védett.